# Нова Скотия
Нова Скотия (NS; на английски: Nova Scotia; на френски: Nouvelle-Écosse; на галик: Alba Nuadh, от латински: Нова Шотландия) е провинция на Канада.
Има население от 923 598 жители (2016) и площ от 55 283 км². Столица и най-голям град е Халифакс.

## География
Провинция Нова Скотия е разположена на едноименния полуостров, заобиколен от Атлантическия океан, включващ множество заливи и устия на реки, както и на остров Кейп Бретон.